# 川尻 (秋田市)
川尻（かわしり）は、秋田県秋田市にある地域名。郵便番号は010-0941他。川尻町、川尻上野町、川尻大川町、川尻御休町、川尻新川町、川尻総社町、川尻みよし町、川尻若葉町で構成される。

## 地理
秋田市中央部に位置する。北に八橋、山王、南西にかけて秋田運河を挟んで西に新屋・勝平、南に茨島、東に川元と接する。臨海十字路にて国道7号が能代方面・本荘方面へ伸びており、大曲方面から秋田運河沿いに伸びてきた国道13号の終点となる。国道13号より秋田運河沿いには工業団地が並び、反対側は住宅地になっている。

## 歴史

### 沿革
- 1707年（宝永4年） - 総社神社が楢山から遷座[3]。
- 1889年（明治22年）4月1日 - 市制・町村制施行に伴い、南秋田郡川尻村になる。村域は、現在の川尻・旭南・川元・山王の一部等であった。
- 1997年（明治30年）3月 - 秋田監獄（現在の秋田刑務所）が秋田町長野町（現在の中通）から移転。
- 1926年（大正15年）4月1日 - 川尻村が秋田市に編入される。
- 1956年（昭和31年） - 秋田市立川尻小学校が川元むつみ町（現在の秋田酒類製造）から川尻みよし町に移転。
- 1965年（昭和40年）4月1日 - 住居表示実施に伴い一部地域が川元・山王・旭北・旭南として分離。
- 1968年（昭和43年）11月 - たけや製パン工場が明田から川尻町字大川反に移転。
- 1975年（昭和50年）4月1日 - 住居表示実施に伴い一部地域が山王として分離。
- 1978年（昭和53年） - 秋田市水道局（現座の秋田市上下水道局）川尻庁舎が完成。
- 1982年（昭和57年）4月1日 - 住居表示実施に伴い一部地域が八橋運動公園として分離。
- 1984年（昭和59年）
  - 7月8日 - 秋田県赤十字血液センターが秋田赤十字病院から移転。
  - 10月10日 - 結核予防会秋田県支部・秋田県成人病予防協会（現在の秋田県総合保険事業団）が大川反に移転。
- 1992年（平成4年）10月1日 - 秋田朝日放送が開局。

### 字域の変遷
すべて住居表示実施に伴う変更。

#### 残存字域
- 川尻町
  - 字大川反
  - 字中島

## 教育

### 学区
全ての地域が秋田市立川尻小学校・秋田市立山王小学校の学区だが、川尻町字大川反は秋田市立旭北小学校の指定変更許可地域になっている。

### 施設
- 秋田市立川尻小学校
- かわしり保育園

## 施設

### 川尻町
- 大川反簡易郵便局
- 秋田県赤十字血液センター
- 秋田県歯科医師会
- 秋田県総合保険事業団中央健診センター
- 秋田朝日放送
- ユアテック秋田支社
- たけや製パン
- 秋田いなふく米菓
- かおる堂
- 秋田トヨペット秋田店
- ネッツトヨタ秋田
  - 本社
  - 臨海本店
- レクサス秋田店
- 秋田中央交通秋田営業所
- 千代田興業
- 日本精機
- 秋田プライウッド
- 富士フイルムBI秋田
- 山二環境機材
- へいあん秋田
  - ノートルダム秋田

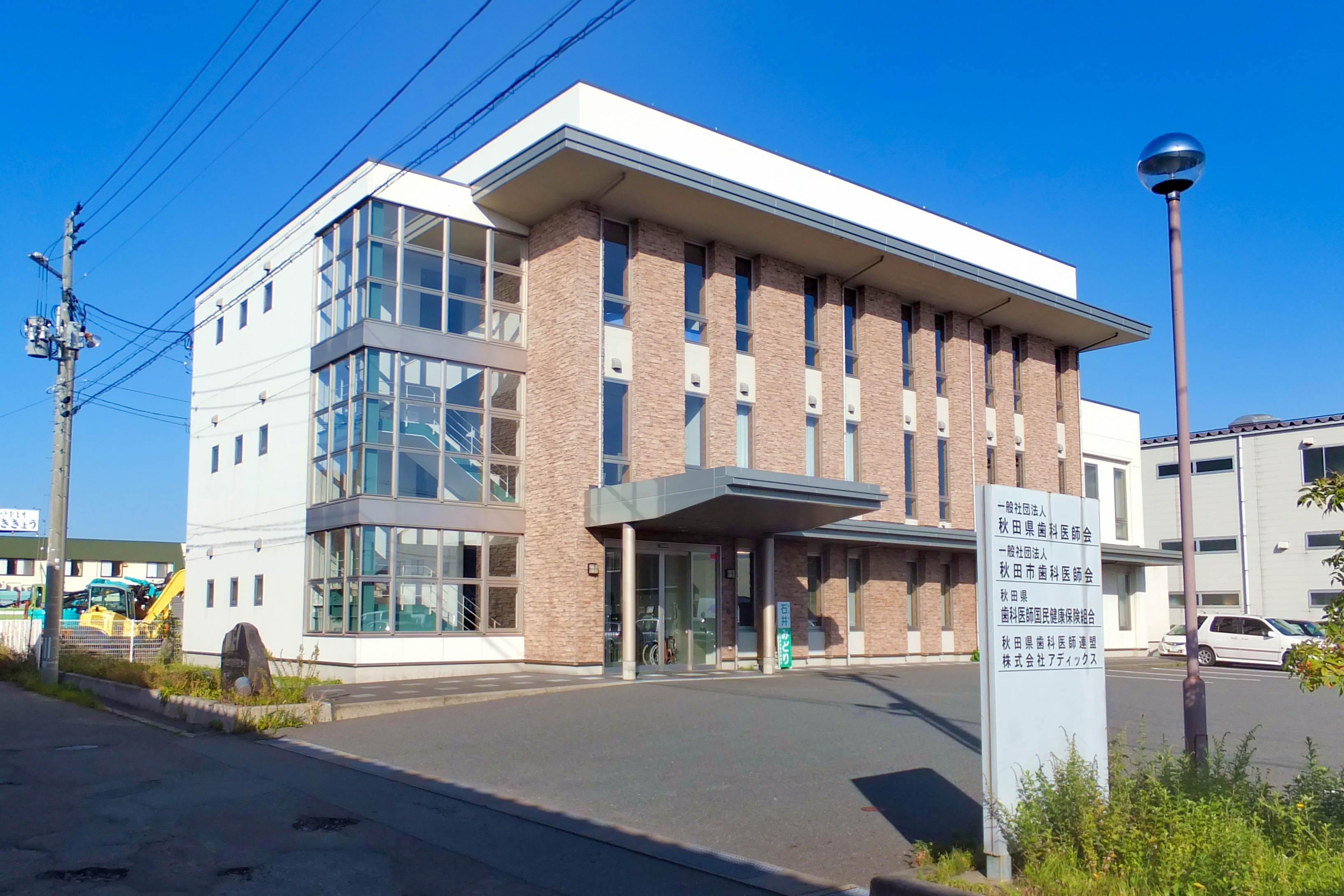
秋田県歯科医師会館
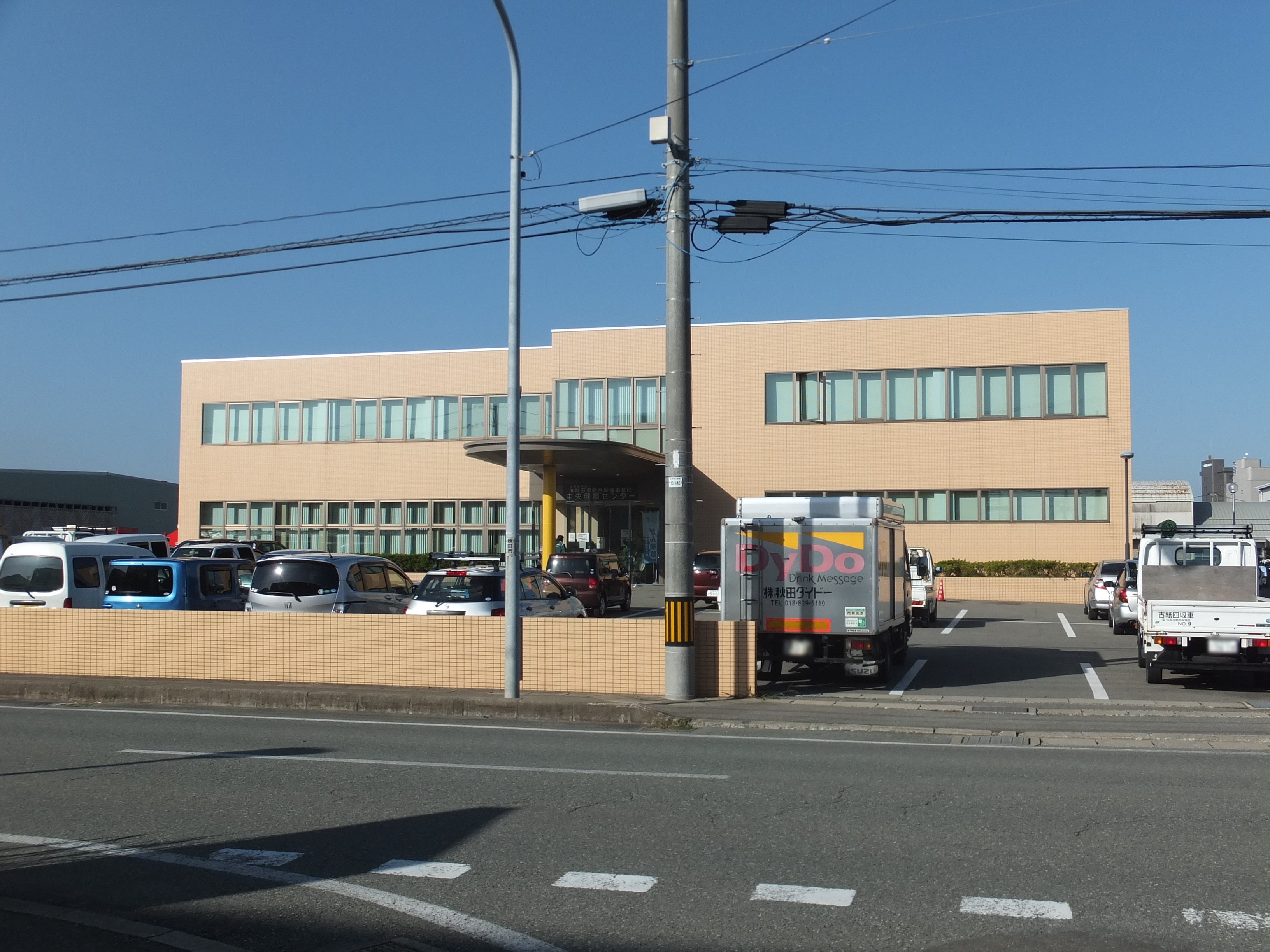
秋田県総合保健事業団 中央健診センター
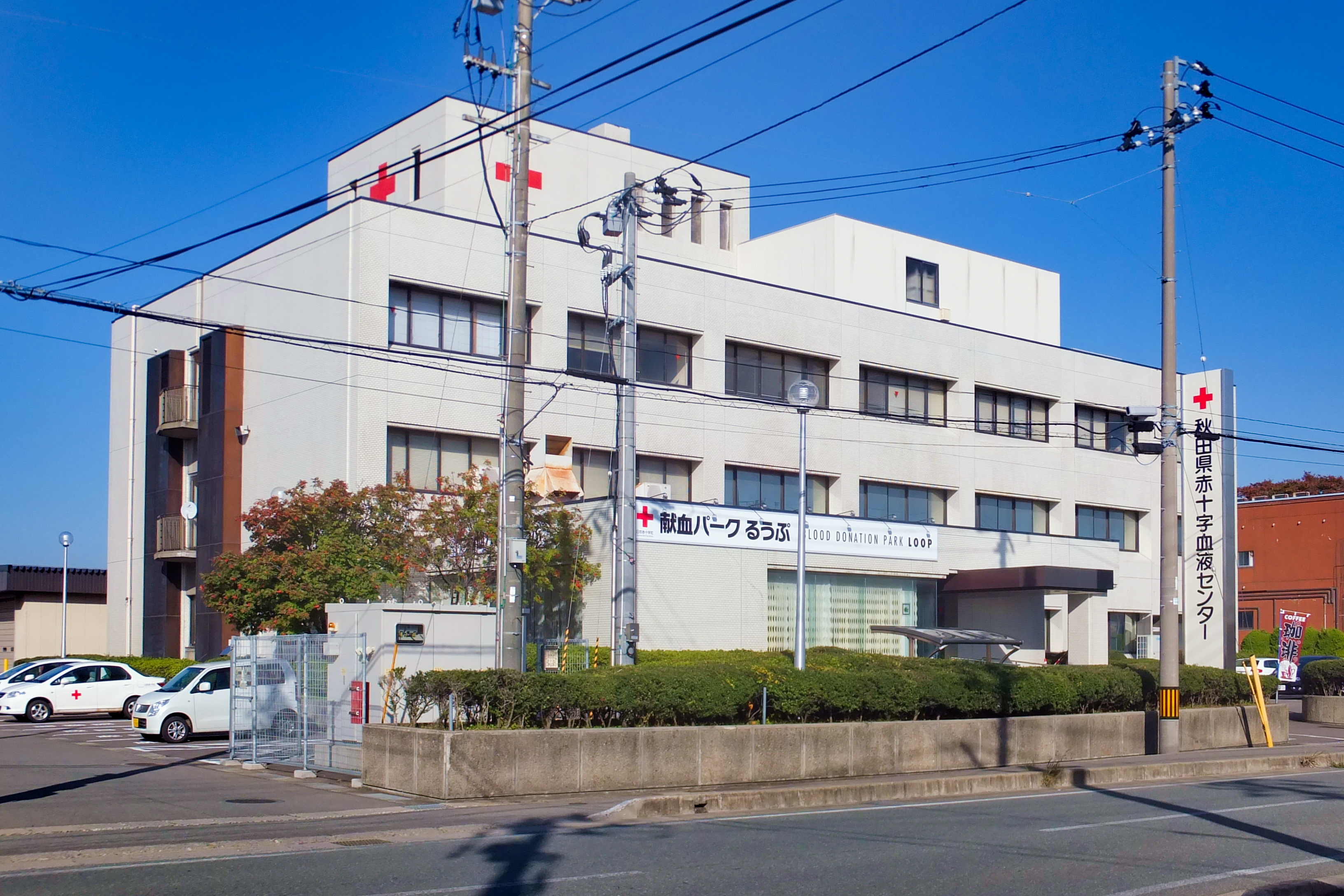
秋田県赤十字血液センター
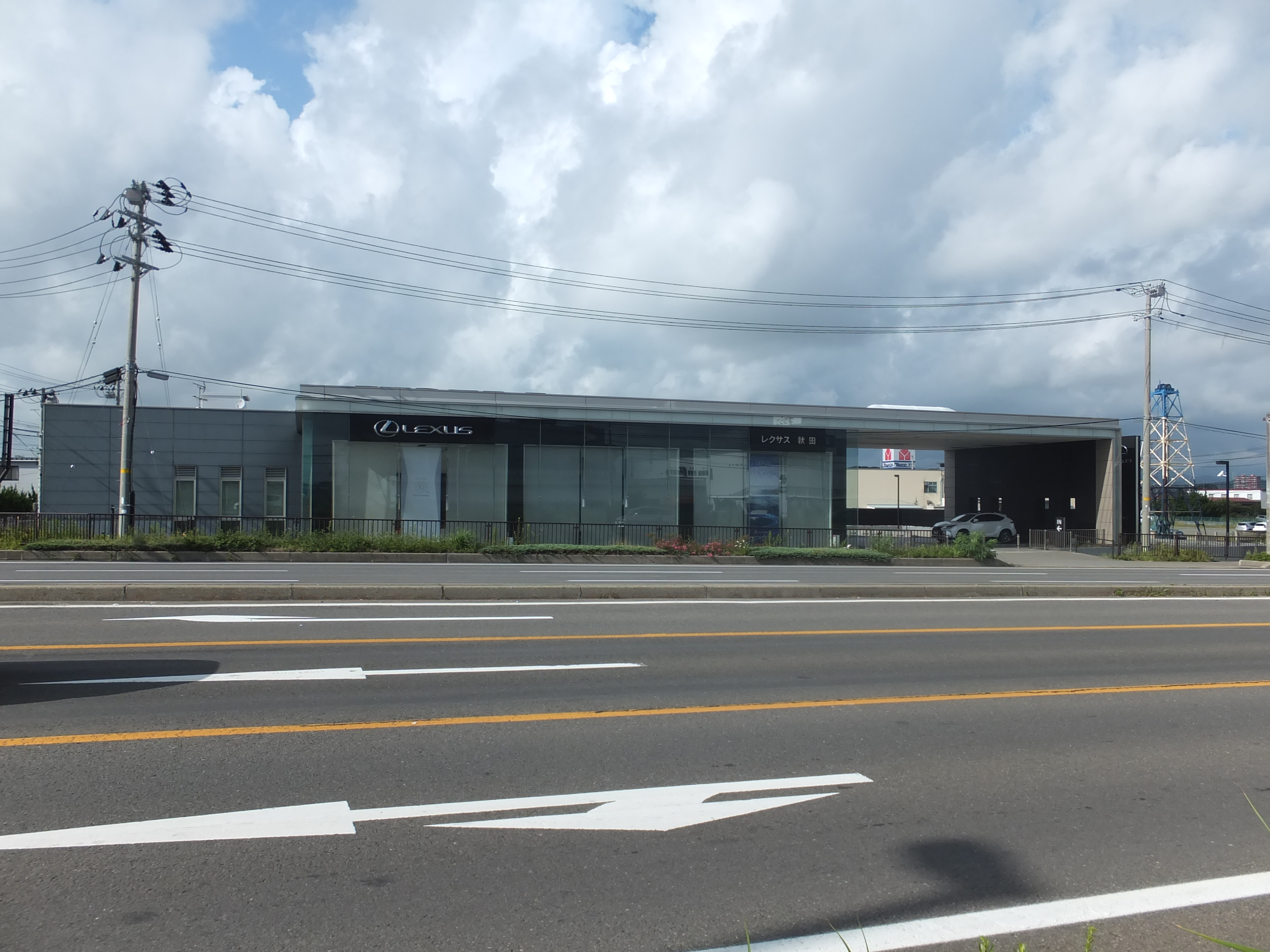
レクサス秋田店
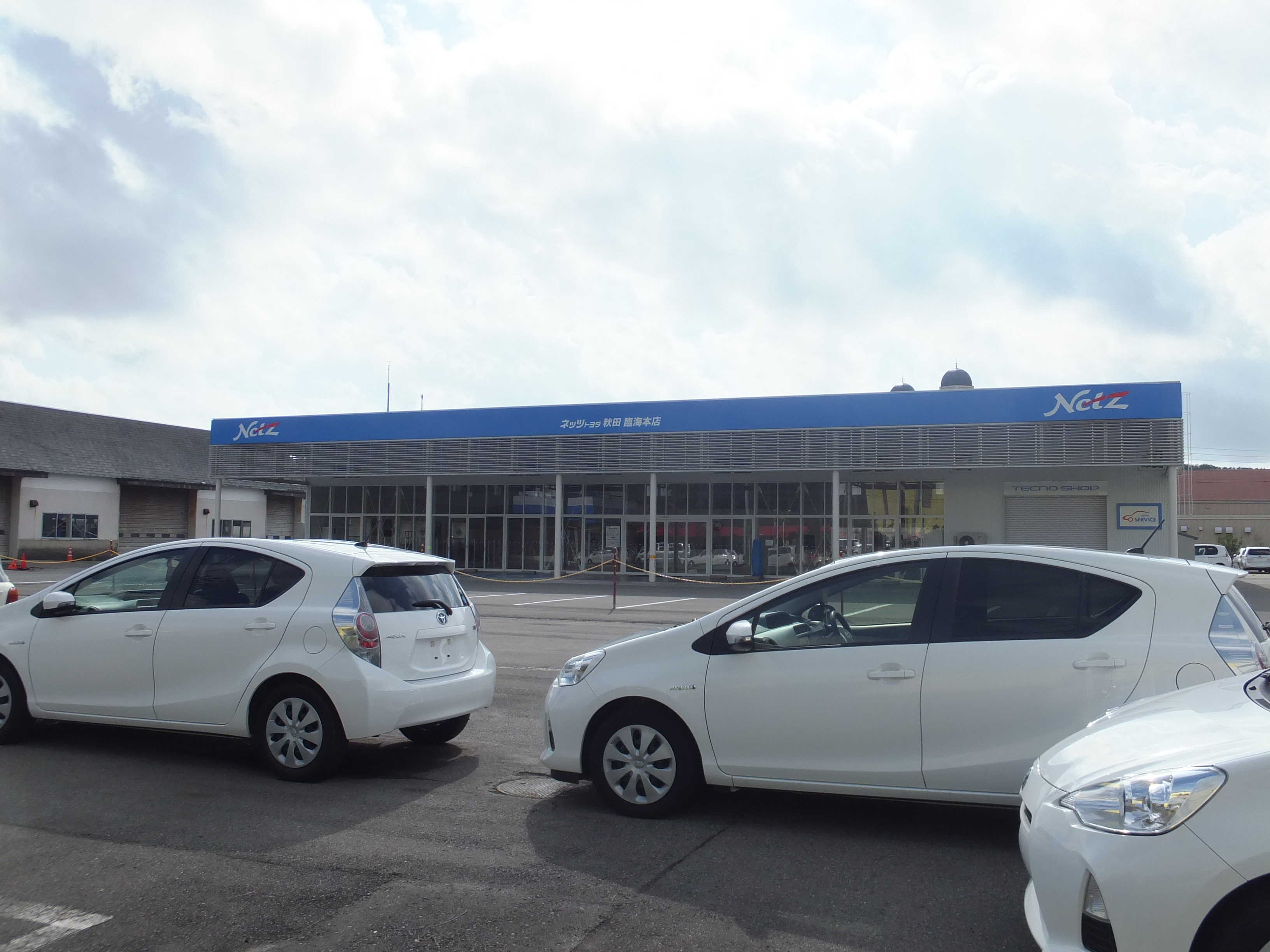
ネッツトヨタ秋田臨海本店
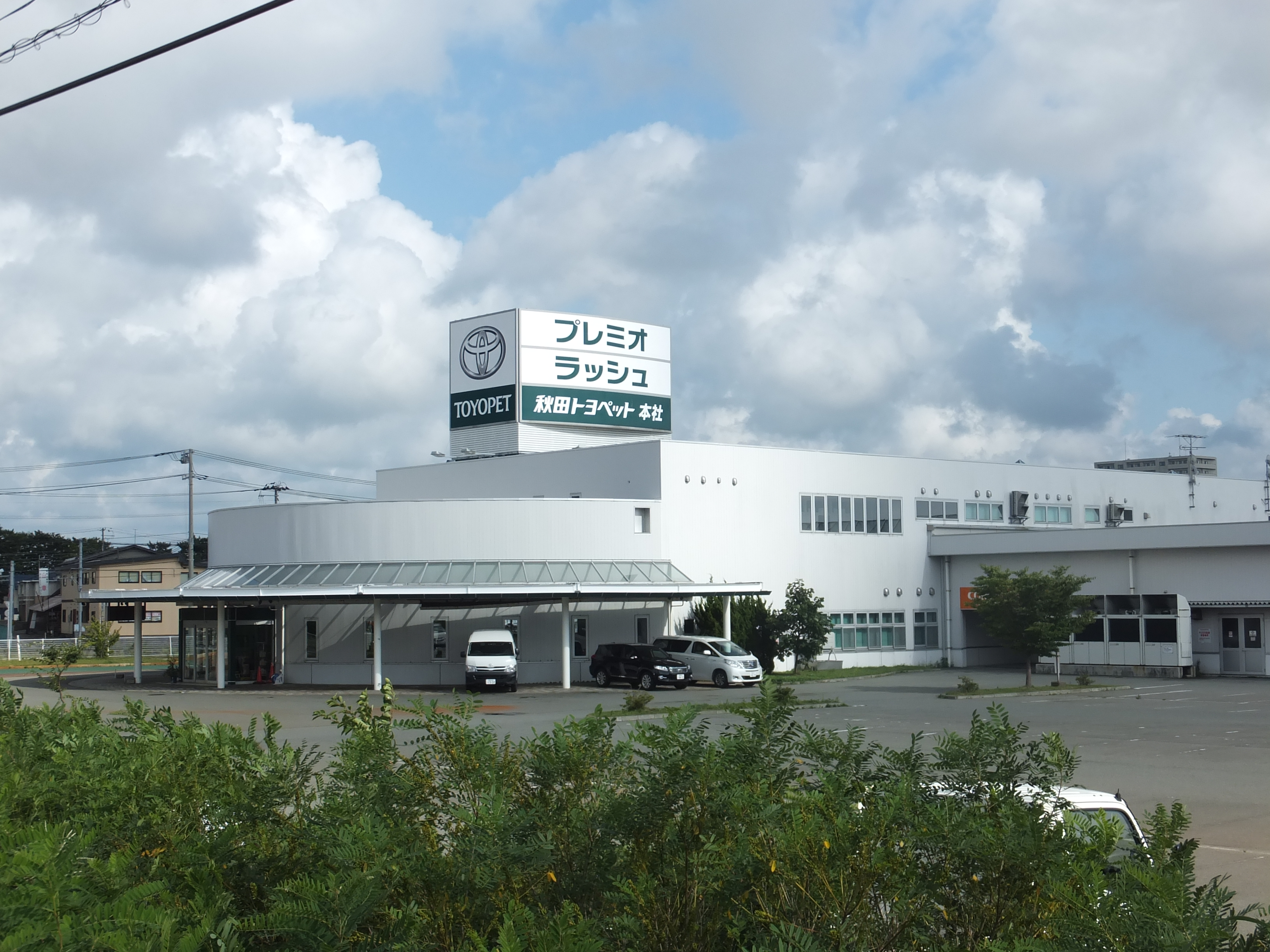
秋田トヨペット本社
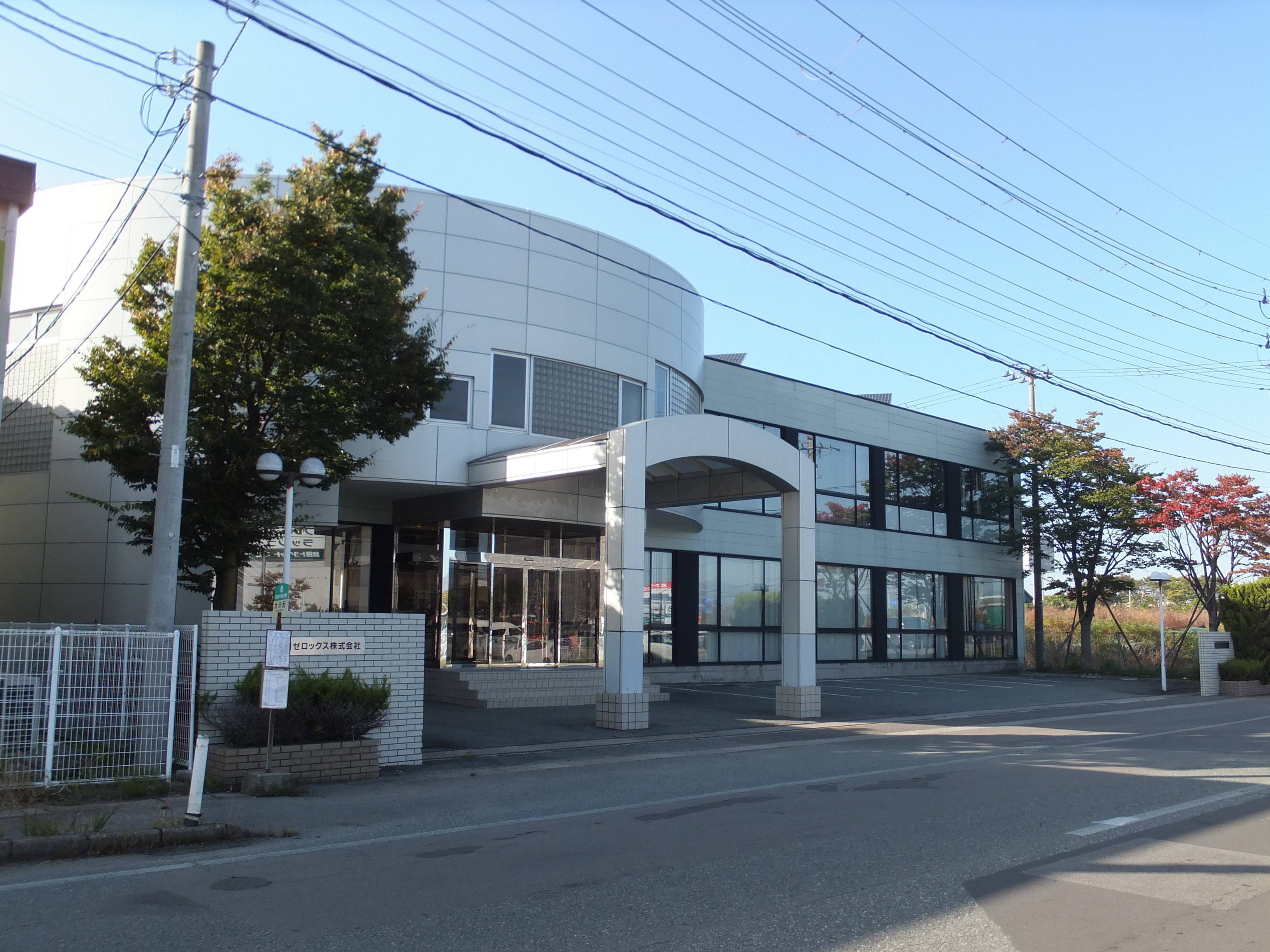
富士フイルムBI秋田
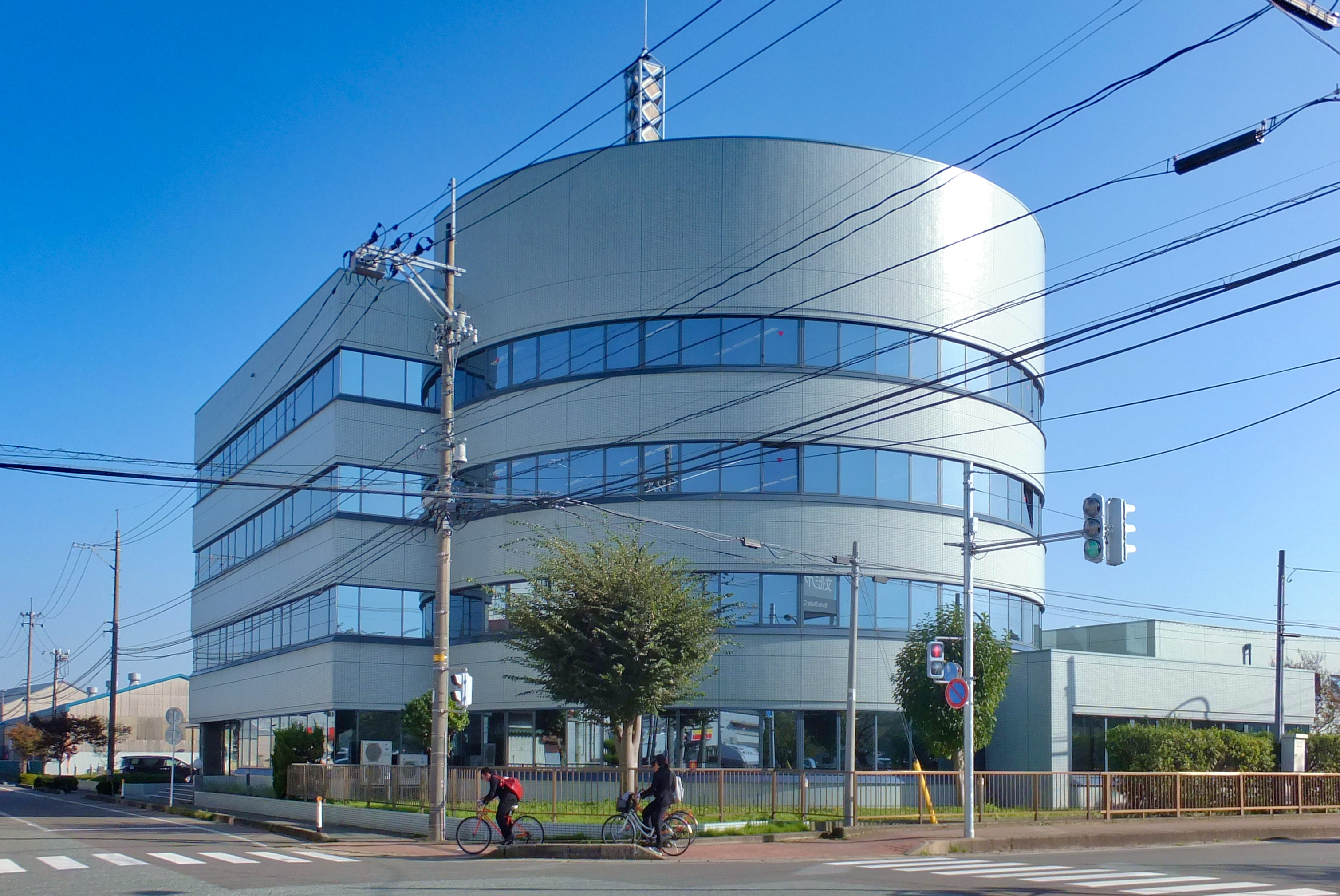
ユアテック秋田支社
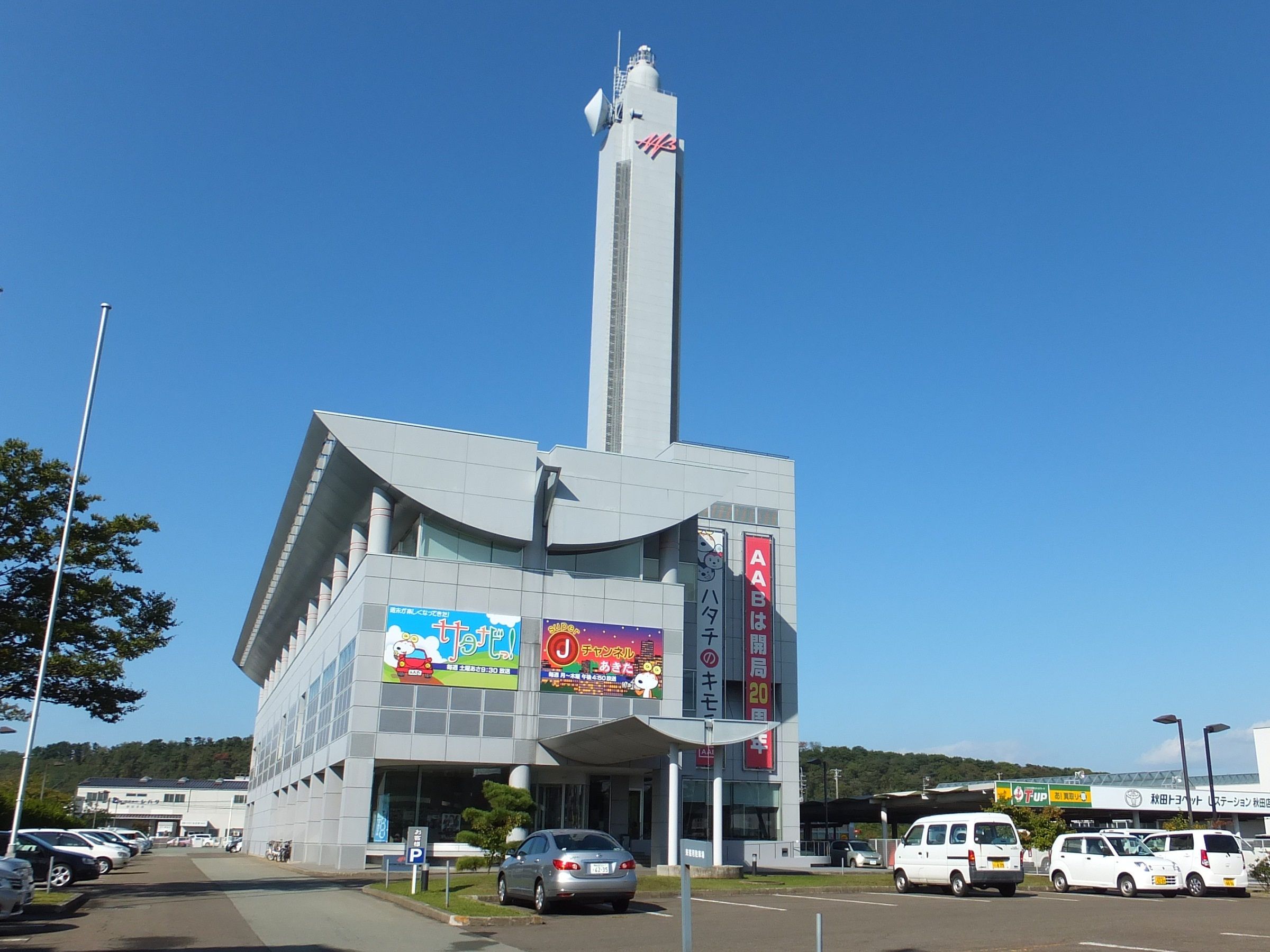
秋田朝日放送（AAB）本社
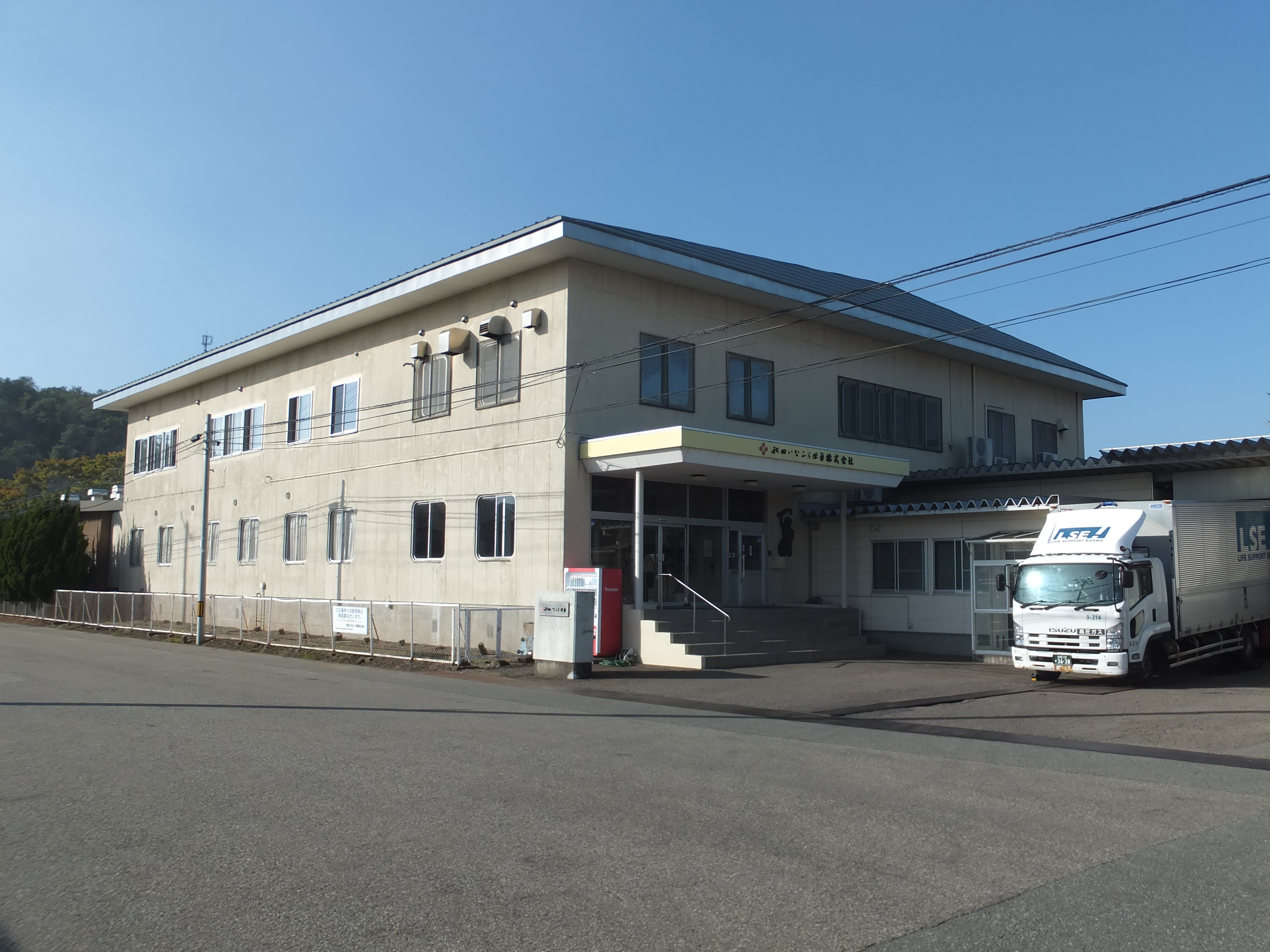
秋田いなふく米菓 本社
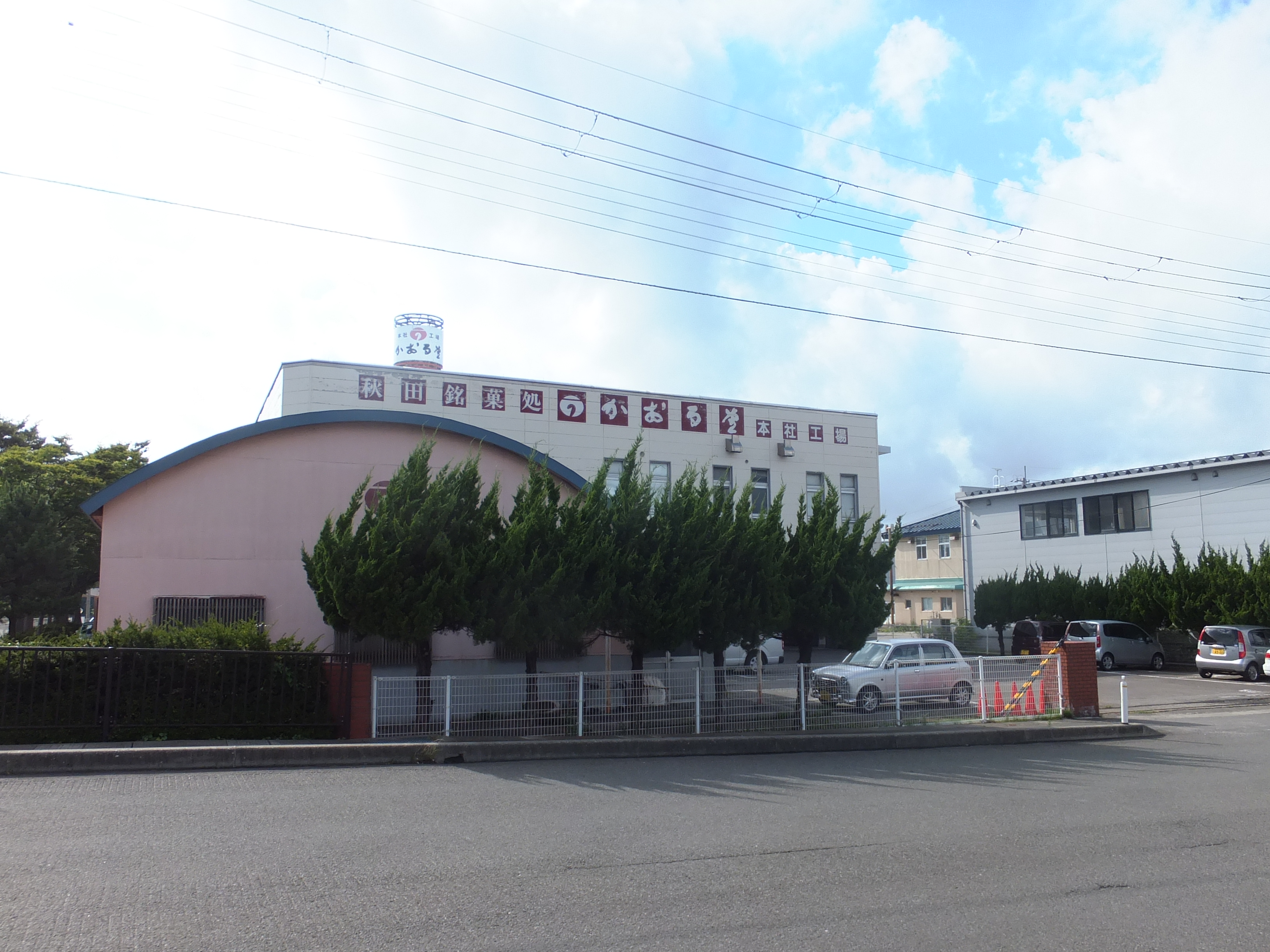
かおる堂本社兼工場
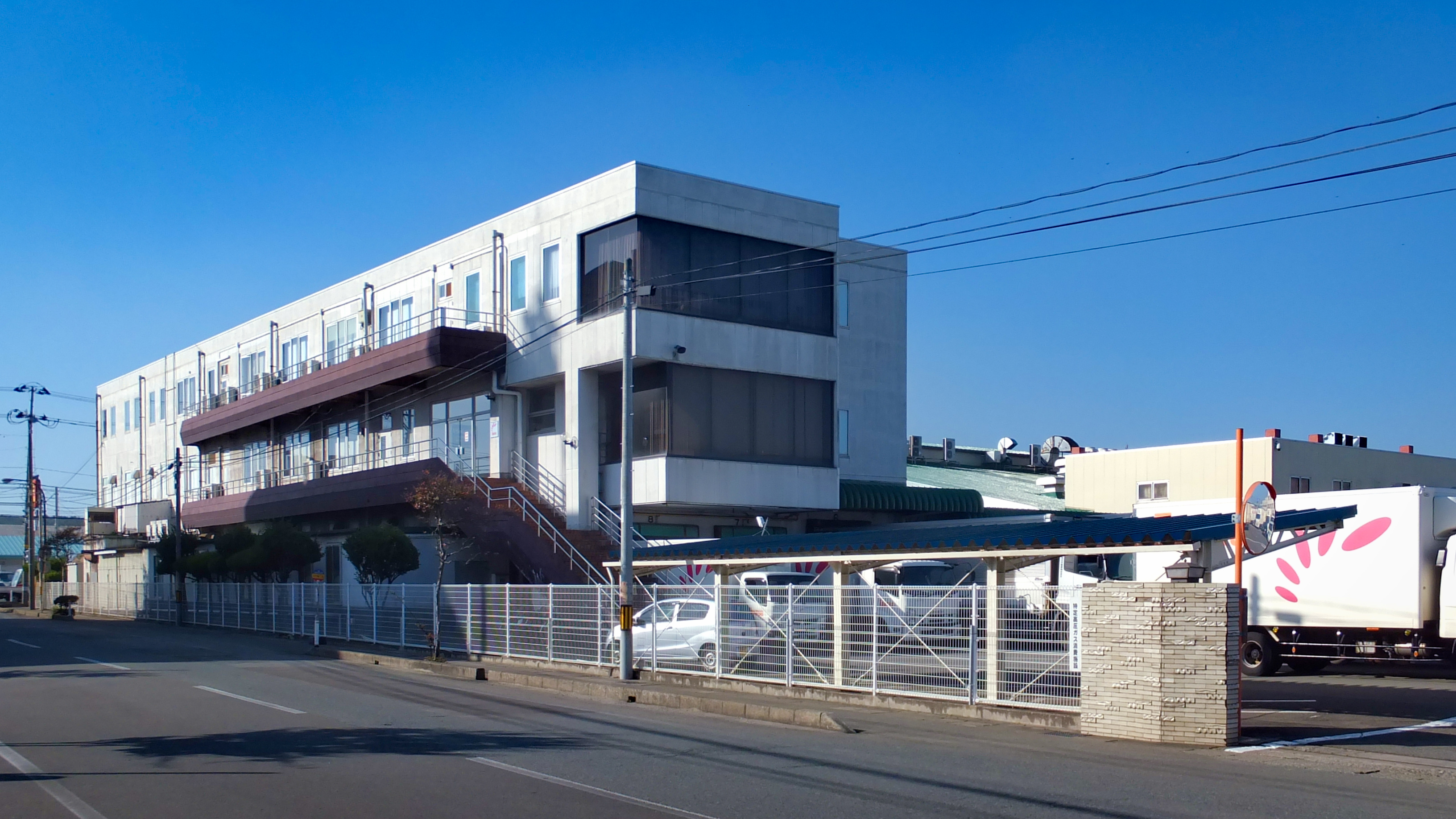
たけや製パン本社工場
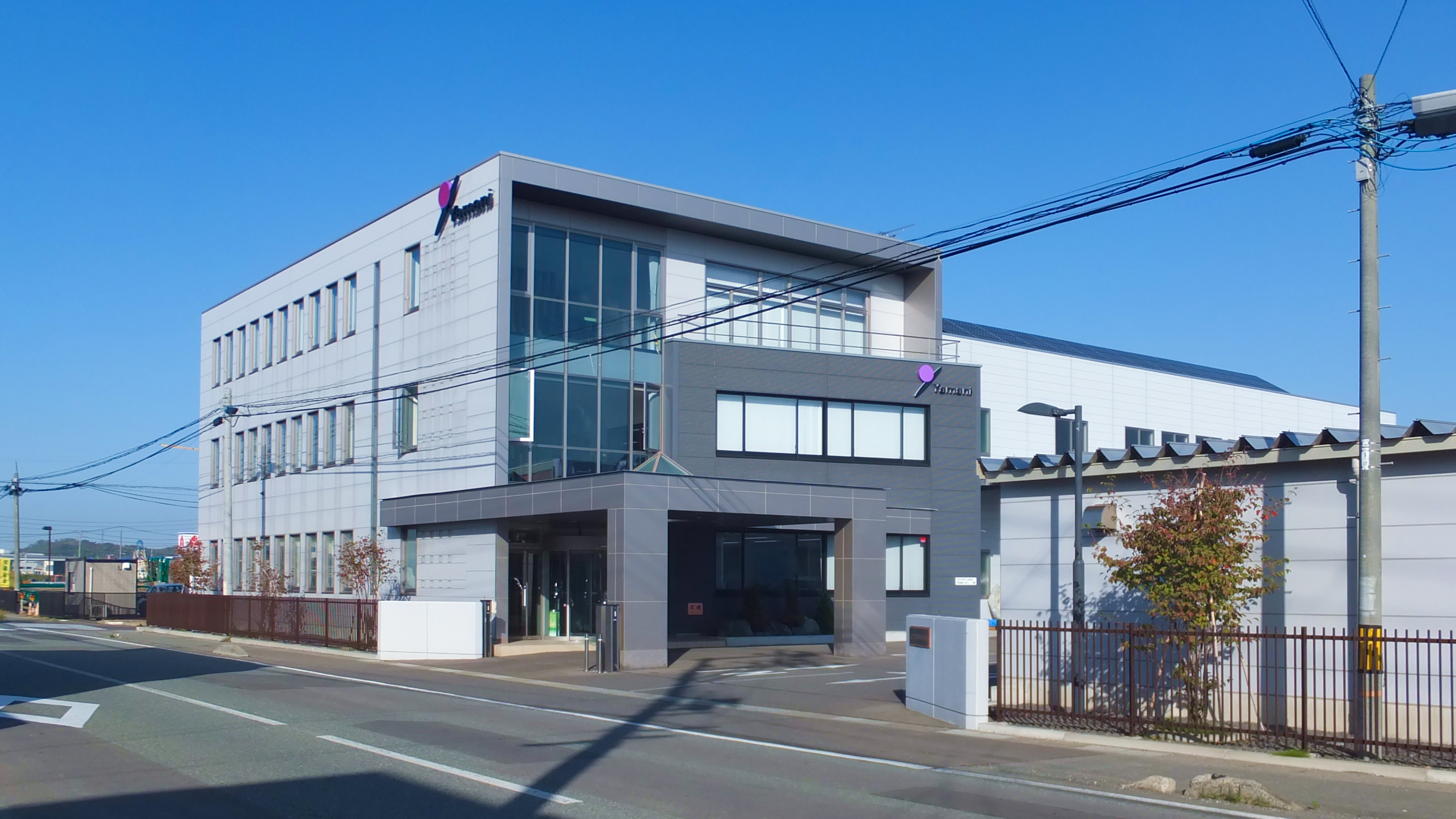
山二環境機材株式会社

### 川尻大川町
- コマツ秋田
- ドジャース食品館

### 川尻新川町

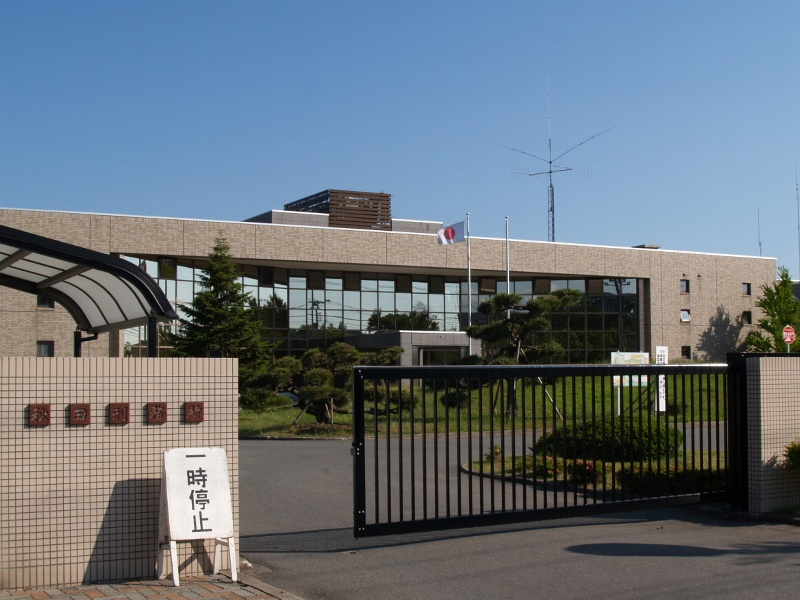
秋田刑務所

- 秋田刑務所

### 川尻総社町

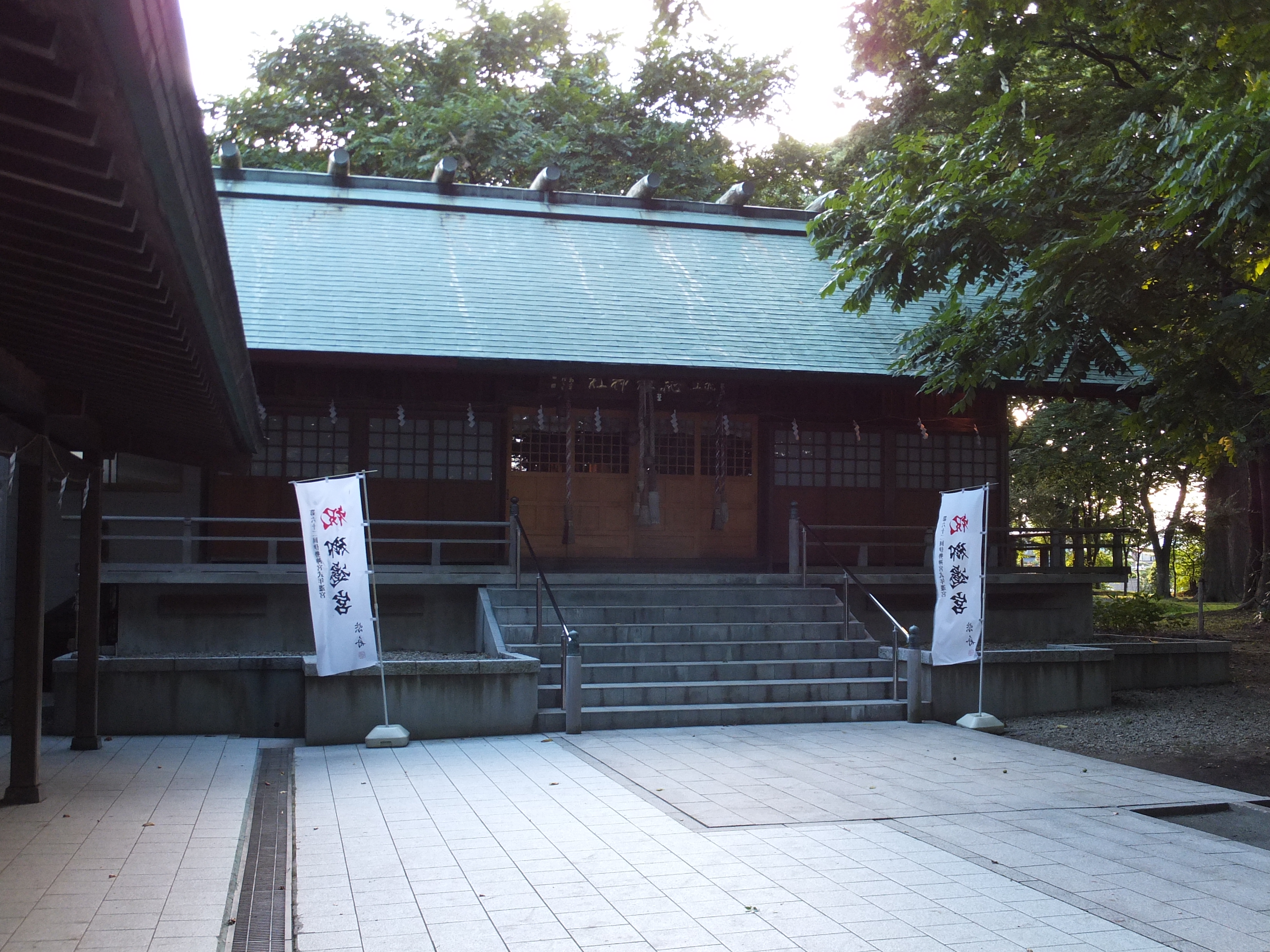
総社神社
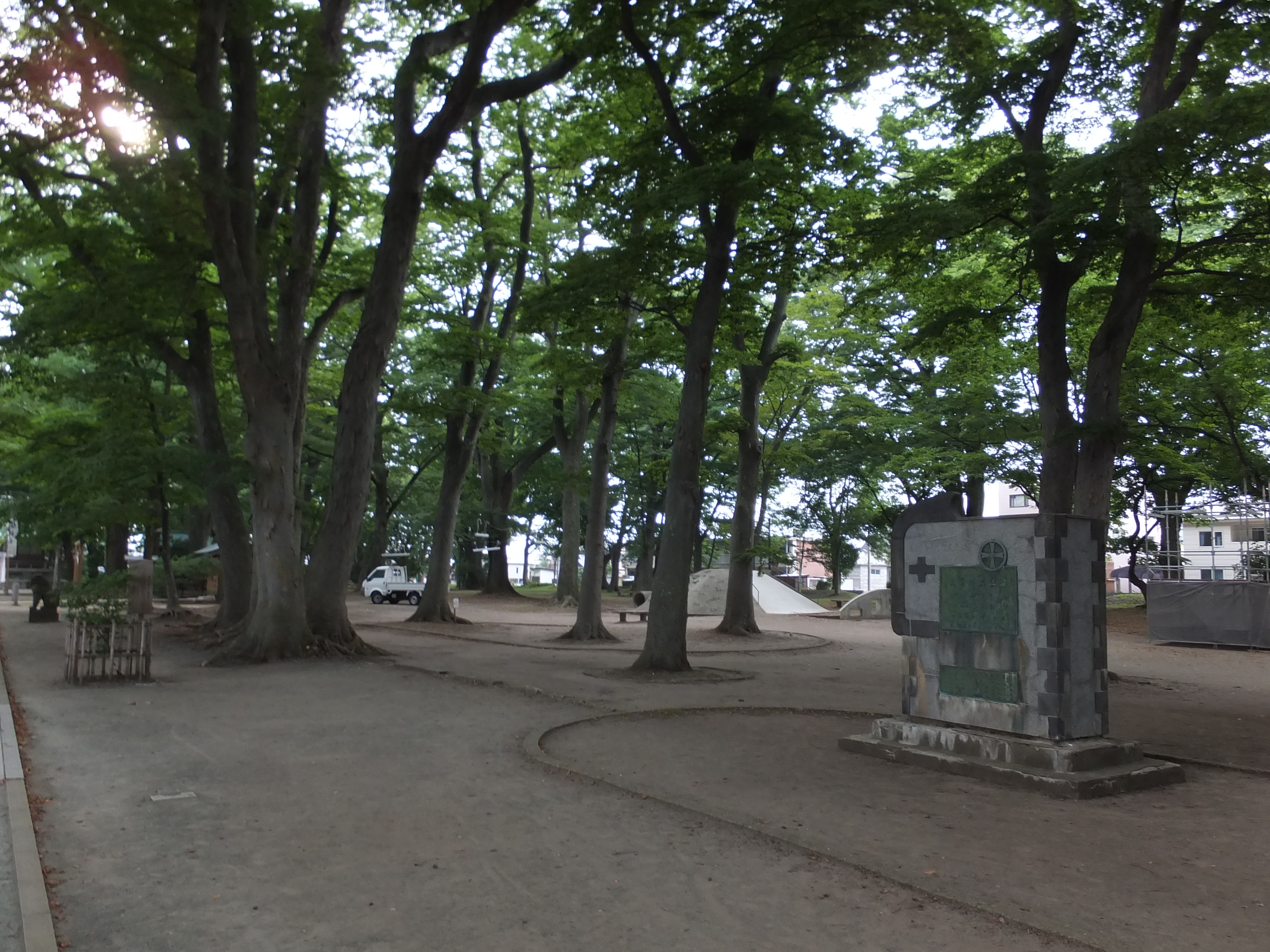
総社神社街区公園

- 総社神社
- 総社神社街区公園

### 川尻みよし町

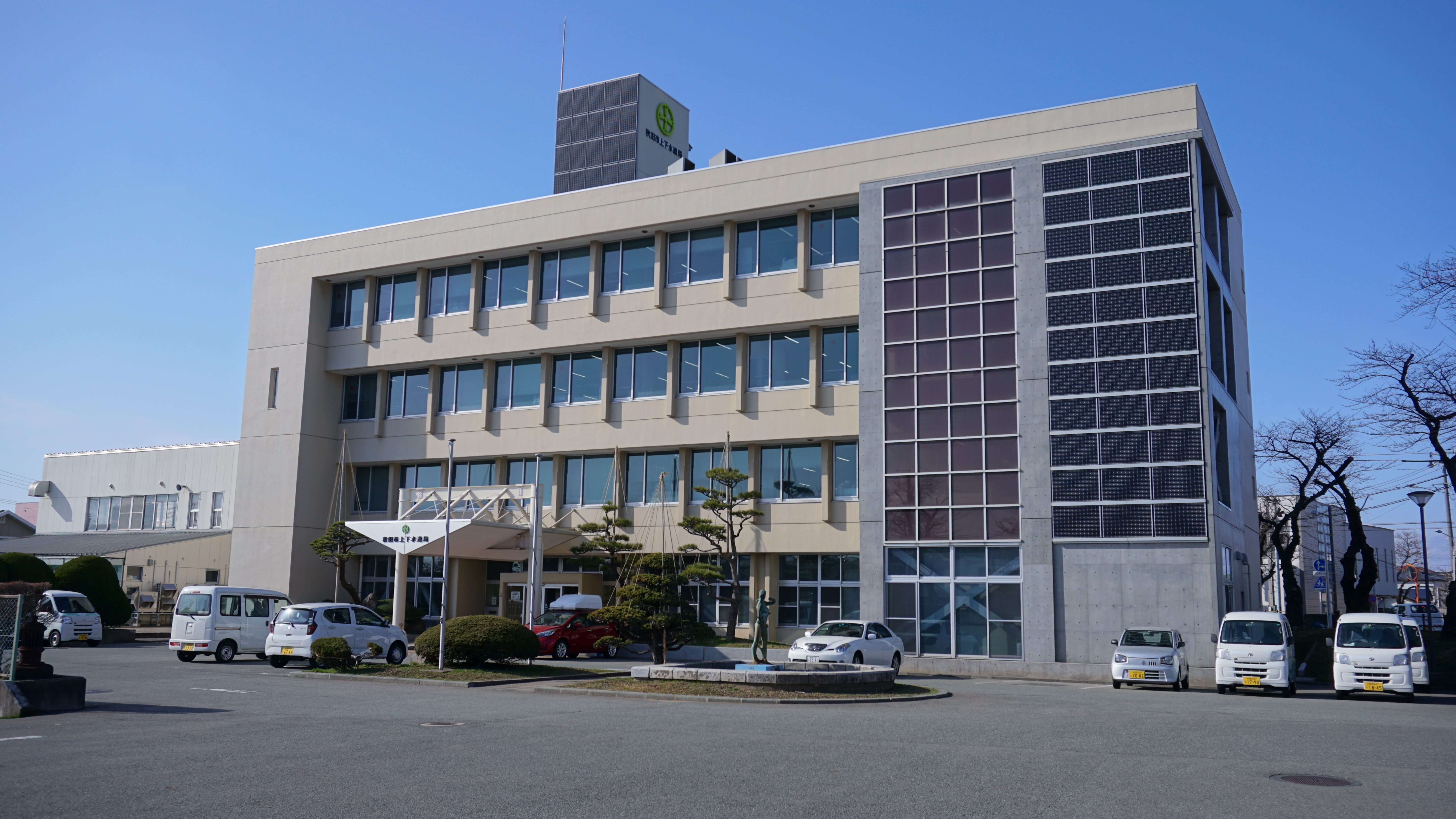
秋田市上下水道局
- 秋田市川尻地区コミュニティセンター
- 秋田市立川尻小学校
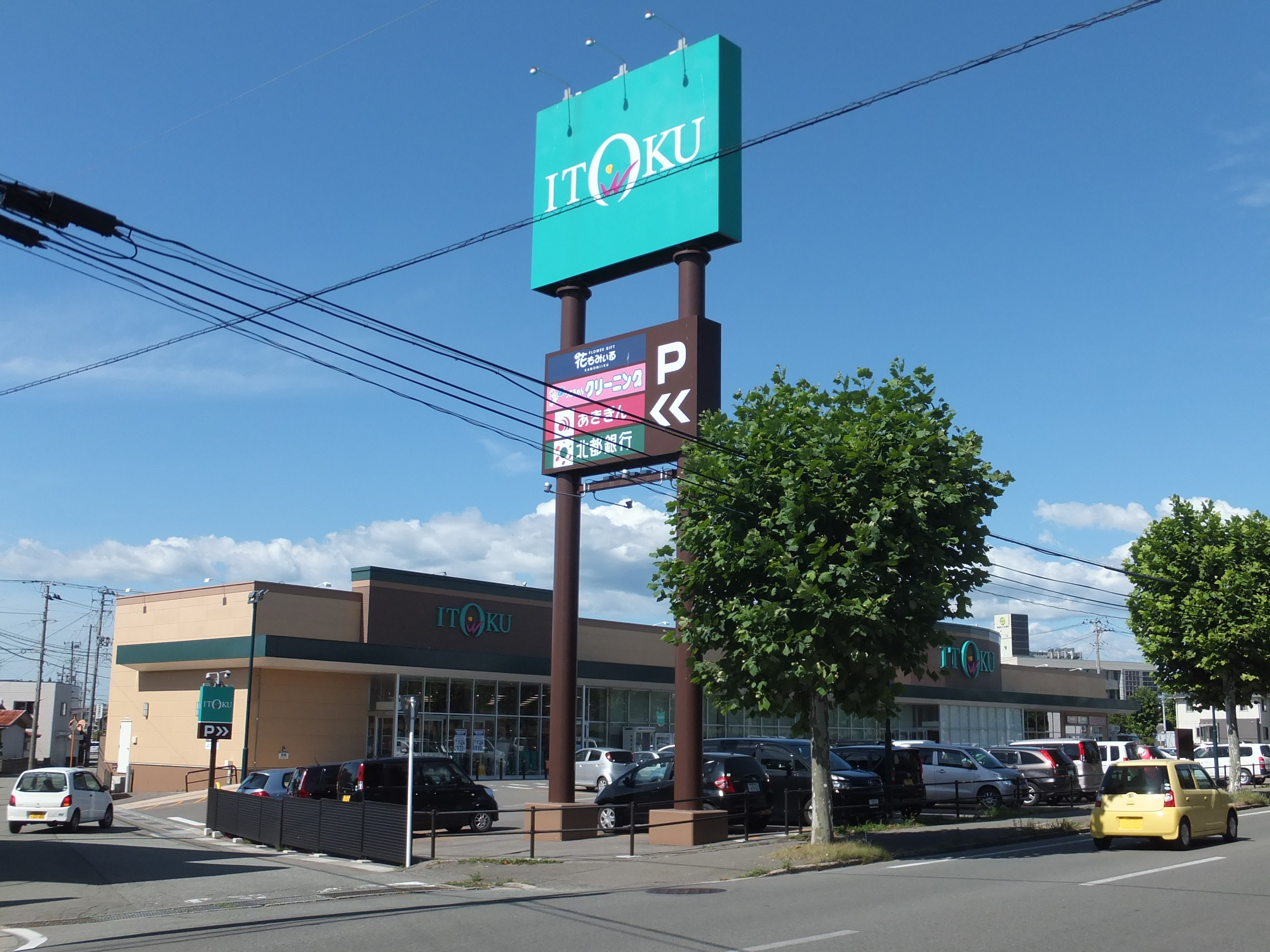
いとく川尻店

- 秋田市上下水道局
- いとく川尻店

### 川尻若葉町
- 高齢・障害・求職者雇用支援機構秋田支部秋田障害者職業センター
- 秋田県酒造協同組合

### 移転した施設
- 秋田市営火葬場

## 交通

### 鉄道
地区内に鉄道は通っていない。最寄り駅は中通七丁目にあるJR東日本奥羽本線・羽越本線・秋田新幹線の秋田駅、または牛島西一丁目にある羽越本線の羽後牛島駅、または新屋扇町にある羽越本線の新屋駅。

### バス
- 秋田中央交通
  - 大川反車庫前 - たけや製パン前 - 
    - （長崎屋バスターミナル方面）プライウッド前 - コマツ秋田前 - 川尻大川町 - （山王中園町）
    - （県庁・市役所方面）船木鉄工所前 - 大川反 - 臨海十字路 - （山王交番前）

  - （臨海営業所方面）（市立体育館前） - 八橋汚水ポンプ場前 - 臨海十字路 - （山王交番前）
  - （割山・勝平方面）（市立病院） - 川尻十字路 - 総社神社前 - 上下水道局前 - 新川橋 - （豊町）

### 道路
- 国道7号
  - 臨海大橋
  - 臨海十字路
- 国道13号
- 秋田県道26号秋田停車場線
- 秋田市道川尻広面線（御休通り）
- 秋田市道川尻外旭川線（児童会館通り）
- 秋田市道川尻新屋線
  - 新川橋

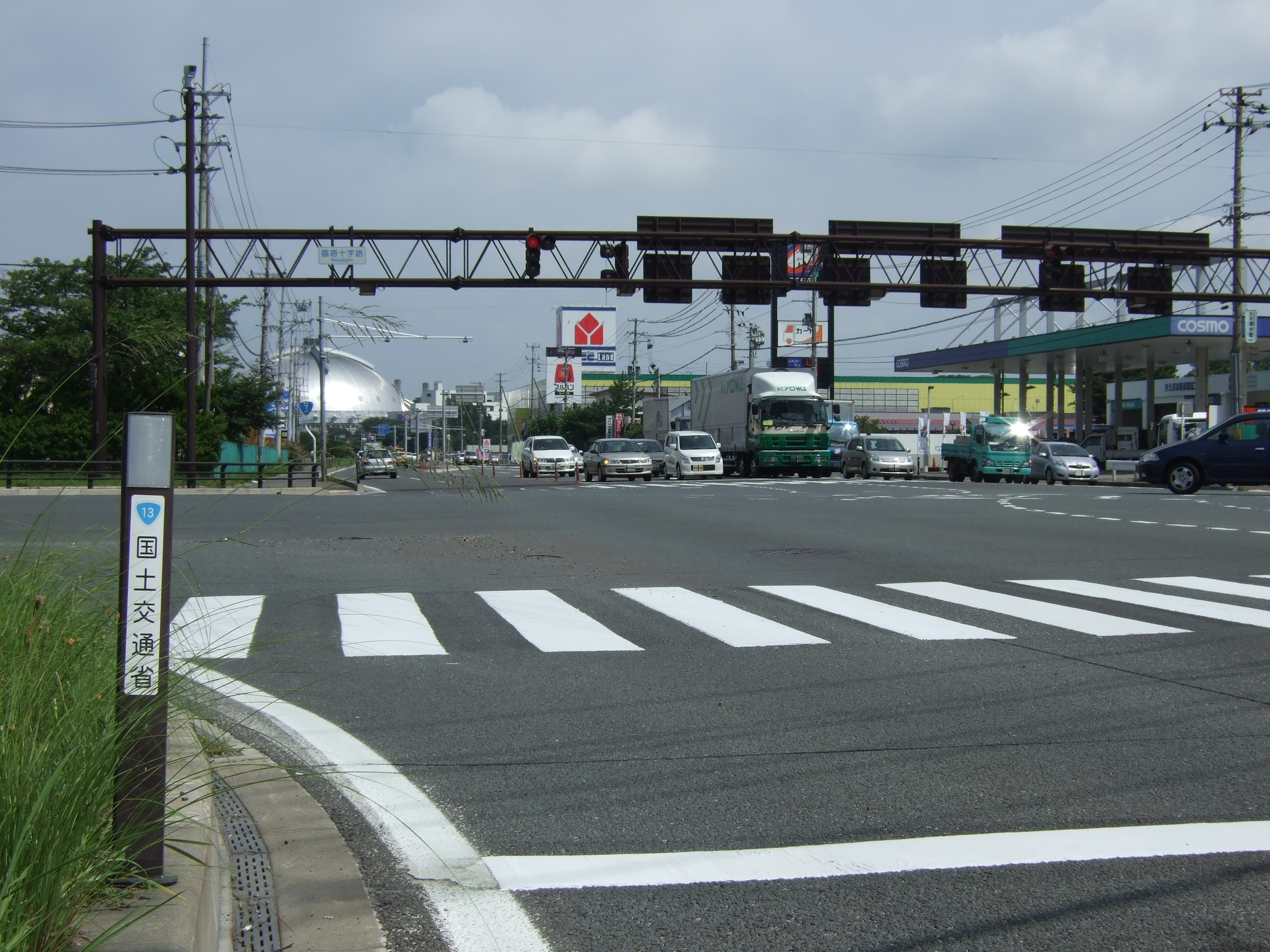
臨海十字路
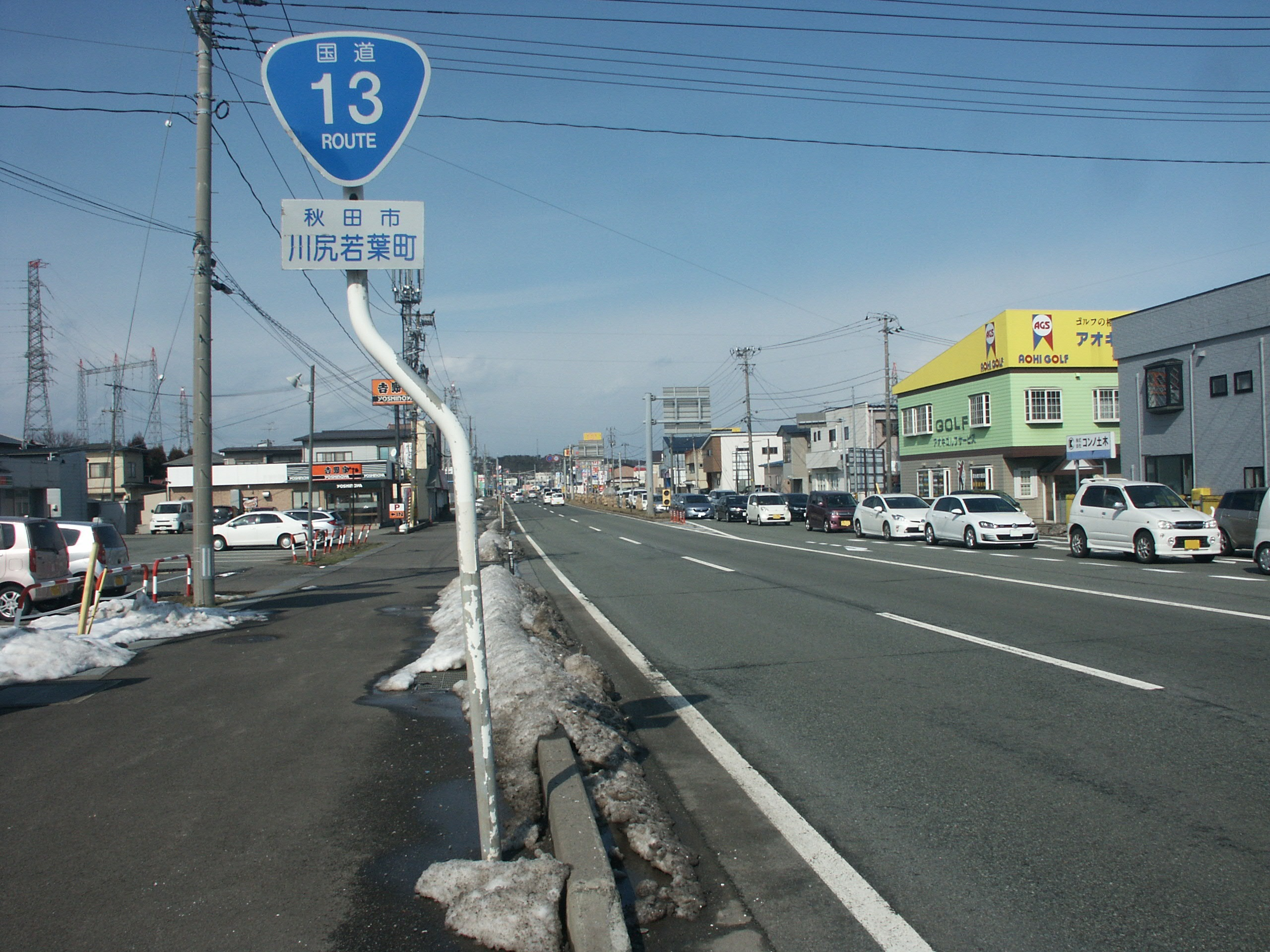
国道13号臨海バイパス秋田県秋田市川尻若葉町付近
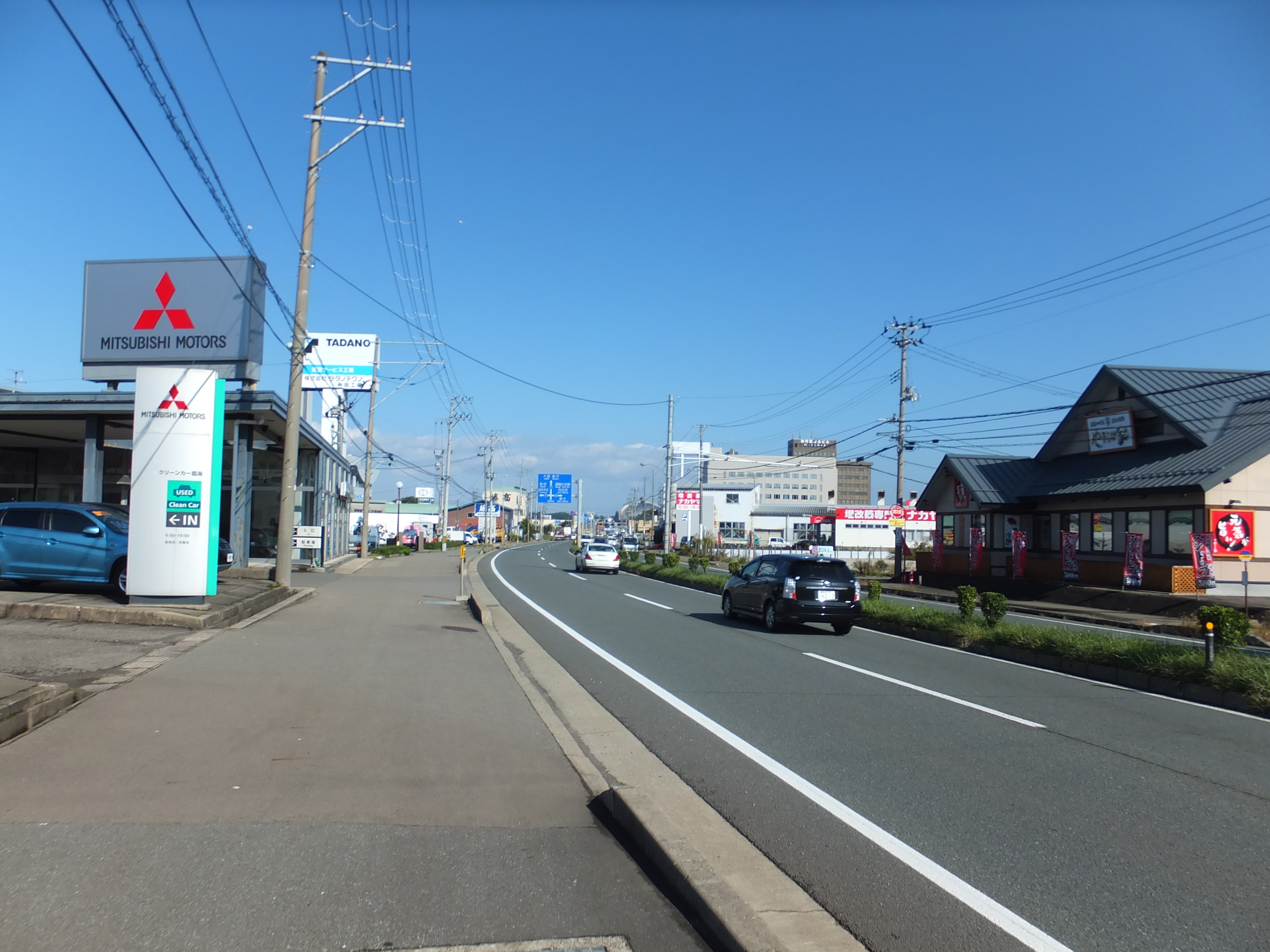
秋田臨海バイパス
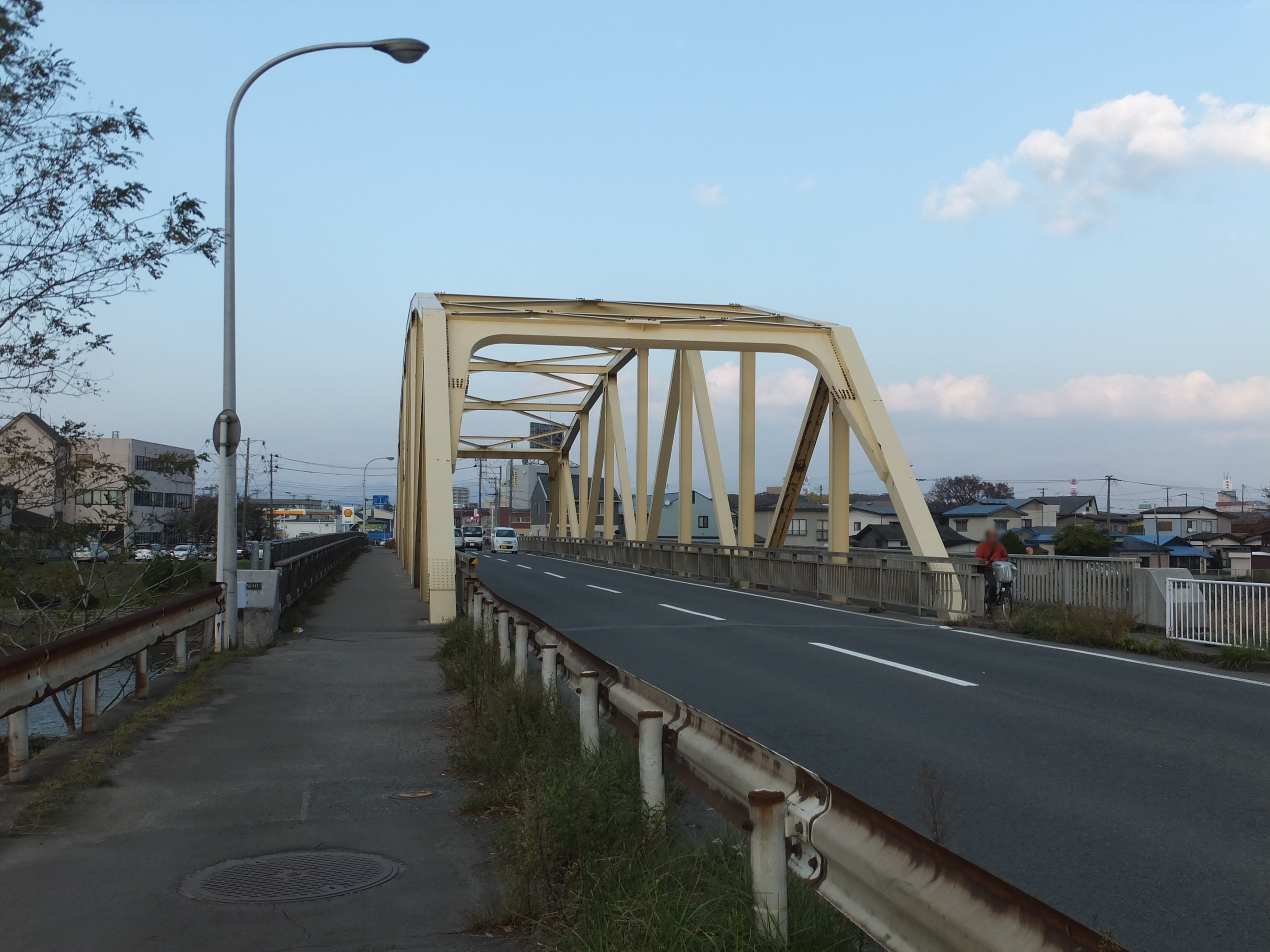
旧新川橋

## 著名出身者
- つばさ (歌手)
- 中川利三郎 (国会議員)
- 長崎宏子 (水泳選手)
- 長崎惣之助 (国鉄総裁)